# Centro aerodinámico

La distribución de fuerzas en un ala en vuelo es compleja y variable. Esta imagen muestra las fuerzas de dos alas típicas, un diseño simétrico a la izquierda, y un diseño asimétrico más típico de los diseños de baja velocidad a la derecha. Este diagrama muestra sólo los componentes de sustentación; no se ilustran las consideraciones de resistencia similares. Se muestra el centro aerodinámico, etiquetado como "c.a."

Los pares o momentos que actúan sobre un perfil aerodinámico que se desplaza a través de un fluido son la elevación neta y el  resistencia  neta aplicados en algún punto del perfil aerodinámico, y un momento de cabeceo neto separado alrededor de ese punto cuya magnitud varía con la elección del lugar donde se elige aplicar la sustentación.  El centro aerodinámico es el punto en el que el coeficiente de momento de cabeceo para el perfil aéreo no varía con el coeficiente de sustentación, es decir, el ángulo de ataque, lo que simplifica el análisis.
{\displaystyle {dC_{m} \over dC_{L}}=0} dónde {\displaystyle C_{L}} es el coeficiente de sustentación de la aeronave.
Las fuerzas de sustentación y arrastre pueden aplicarse en un único punto, el centro de presión, en torno al cual ejercen un par nulo. Sin embargo, la ubicación del centro de presión se desplaza significativamente con un cambio en el ángulo de ataque, por lo tanto, es poco práctico para el análisis aerodinámico. En su lugar, se utiliza el centro aerodinámico y, como resultado, la elevación y la resistencia incrementales debidas al cambio en el ángulo de ataque que actúan en este punto son suficientes para describir las fuerzas aerodinámicas que actúan sobre el cuerpo dado.

## Teoría
Dentro de los supuestos de la teoría del perfil delgado, el centro aerodinámico se encuentra en el cuarto de cuerda (aeronáutica) (posición del 25% de la cuerda) en un perfil simétrico, mientras que se encuentra cerca pero no exactamente igual al punto del cuarto de cuerda en un perfil abombado.
De la teoría del perfil aerodinámico delgado:
{\displaystyle \ c_{l}=2\pi \alpha }
donde {\displaystyle c_{l}\!} es el coeficiente de elevación de la sección,
{\displaystyle \alpha \!} es el ángulo de ataque en radianes, medido con respecto a la línea de cuerda.
{\displaystyle \ {dc_{m,c/4} \over d\alpha }=m_{0}}
donde {\displaystyle \ c_{m,c/4}} es el momento tomado en el punto del cuarto de cuerda y {\displaystyle \ m_{0}} es una constante.
{\displaystyle \ M_{ac}=L(cx_{ac}-c/4)+M_{c/4}}
{\displaystyle \ c_{m,ac}=c_{l}(x_{ac}-0.25)+c_{m,c/4}}
Diferenciando con respecto al ángulo de ataque
{\displaystyle \ x_{ac}={-m_{0} \over {2\pi }}+0.25}
Para los perfiles aéreos simétricos {\displaystyle \ m_{0}=0}, por lo que el centro aerodinámico está en el 25% de la cuerda. Pero para los aerodinámicos abombados, el centro aerodinámico puede estar ligeramente por debajo del 25% de la cuerda desde el borde de ataque, lo que depende de la pendiente del coeficiente de momento, {\displaystyle \ m_{0}}. Estos resultados obtenidos se calculan utilizando la teoría del perfil aerodinámico delgado, por lo que el uso de los resultados se justifica solo cuando los supuestos de la teoría del perfil aerodinámico delgado son realistas. En la experimentación de precisión con perfiles aerodinámicos reales y en el análisis avanzado, se observa que el centro aerodinámico cambia ligeramente de ubicación al variar el ángulo de ataque. Sin embargo, en la mayor parte de la literatura se supone que el centro aerodinámico está fijo en la posición de la cuerda del 25%.

## Papel del centro aerodinámico en la estabilidad de la aeronave
Para la estabilidad estática longitudinal: 
{\displaystyle {dC_{m} \over d\alpha }<0}     y    {\displaystyle {dC_{z} \over d\alpha }>0}
Para la estabilidad estática direccional:  {\displaystyle {dC_{n} \over d\beta }>0}     y    {\displaystyle {dC_{y} \over d\beta }<0}
donde:
{\displaystyle C_{z}=C_{L}\cos(\alpha )+C_{d}\sin(\alpha )}
{\displaystyle C_{x}=C_{L}\sin(\alpha )-C_{d}\cos(\alpha )}
Para una fuerza que actúa fuera del centro aerodinámico, que se aleja del punto de referencia:
{\displaystyle X_{AC}=X_{\mathrm {ref} }+c{dC_{m} \over dC_{z}}}
Que para los ángulos pequeños {\displaystyle \cos(\alpha )=1} y {\displaystyle \sin(\alpha )=\alpha }, {\displaystyle \beta =0}, {\displaystyle C_{z}=C_{L}-C_{d}*\alpha }, {\displaystyle C_{z}=C_{L}} simplifies to:
{\displaystyle X_{AC}=X_{\mathrm {ref} }+c{dC_{m} \over dC_{L}}}
{\displaystyle Y_{AC}=Y_{\mathrm {ref} }}
{\displaystyle Z_{AC}=Z_{\mathrm {ref} }}
Caso general: De la definición de la CA se deduce que
{\displaystyle X_{AC}=X_{\mathrm {ref} }+c{dC_{m} \over dC_{z}}+c{dC_{n} \over dC_{y}}}
.
{\displaystyle Y_{AC}=Y_{\mathrm {ref} }+c{dC_{l} \over dC_{z}}+c{dC_{n} \over dC_{x}}}
.
{\displaystyle Z_{AC}=Z_{\mathrm {ref} }+c{dC_{l} \over dC_{y}}+c{dC_{m} \over dC_{x}}}
El Margen Estático puede utilizarse entonces para cuantificar la CA:
{\displaystyle SM={X_{AC}-X_{CG} \over c}}
donde:
{\displaystyle C_{n}} = Coeficiente del momento de guiñada
{\displaystyle C_{m}} = Coeficiente de momento de cabeceo
{\displaystyle C_{l}} = coeficiente del momento de rodadura
{\displaystyle C_{x}} = X-fuerza ~= Arrastre
{\displaystyle C_{y}} = Y-fuerza ~= Fuerza lateral
{\displaystyle C_{z}} = Z-fuerza ~= Ascensional
ref = punto de referencia (sobre el que se tomaron los momentos)
c = longitud de referencia
S = área de referencia
q = presión dinámica
{\displaystyle alpha} = ángulo de ataque
{\displaystyle \beta } = ángulo de deslizamiento lateral
SM = Margen estático